# Jessica Chase
Jessica Chase, född den 11 juli 1978 i Saint Laurent, Kanada, är en kanadensisk konstsimmare.
Hon tog OS-brons i lagtävlingen i konstsim i samband med de olympiska konstsimstävlingarna 2000 i Sydney.